# Eletrobras CHESF

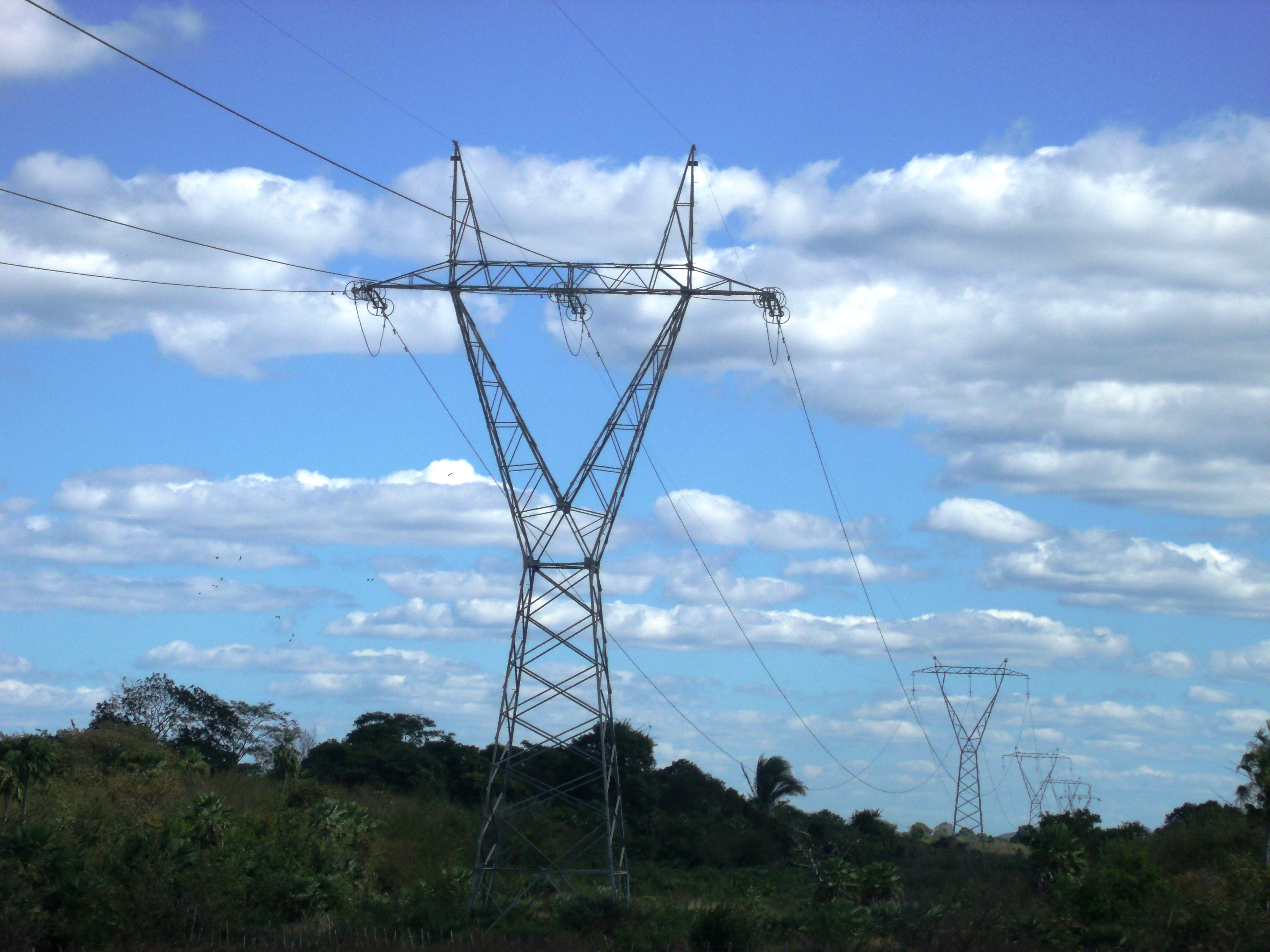
Torres de transmissão da CHESF no Piauí

A Companhia Hidro Elétrica do São Francisco (Chesf) é uma sociedade anônima de capital aberto que atua na geração e transmissão de energia em alta e extra-alta tensão, explorando a bacia hidrográfica do rio São Francisco, com sede no Recife.

## História

### Antecedentes
Em 1576, o historiador e cronista português Pero de Magalhães Gândavo, esteve no rio São Francisco e descreveu que o rio era navegável, mas que a partir de um ponto não se podia passar, em razão da existência de uma grande cachoeira.
Em 1801, o naturalista José Vieira Couto escreveu a respeito da potencialidade oferecida pelo São Francisco para beneficiar a agricultura de suas regiões ribeirinhas.
O aproveitamento da energia hidráulica de Paulo Afonso, na divisa de Alagoas com a Bahia, é uma antiga aspiração. Vários pedidos relativos à exploração do seu potencial hidráulico foram feitos ao longo dos anos.
Em 1910, o cidadão inglês Richard G. Reidy solicitou a concessão das cachoeiras de um trecho do rio, mas a solicitação foi indeferida pelo governo do Marechal Hermes da Fonseca.
Em 1913, o industrial cearense Delmiro Gouveia foi o primeiro a utilizar a força da cachoeira, instalando ali a Usina Hidrelétrica de Angiquinho para movimentar sua fábrica de fios e linhas.
Em 1921, foi realizado primeiro levantamento topográfico da cachoeira de Paulo Afonso. Os estudos foram ampliados na década de 1940.

### Criação
Em 1944, o engenheiro agrônomo pernambucano Apolônio Sales, ministro da Agricultura do governo Getúlio Vargas, apresentou a proposta de criação da Chesf como empresa pública sob controle da União e que seria responsável pela construção de uma grande central geradora em Paulo Afonso, como instrumento para o desenvolvimento econômico da região Nordeste.
A Chesf foi criada durante o Estado Novo, pelo presidente Getúlio Vargas através do Decreto-Lei nº 8.031 de 3 de outubro de 1945, e constituída na primeira assembleia geral de acionistas, realizada em 15 de março de 1948. Foi a primeira empresa pública de eletricidade do país.
Desde o primeiro governo de Getúlio Vargas (1930-1945), quando se implantou uma vigorosa política de substituição das importações, ficou assentado que os grandes empreendimentos, de interesse estratégico para o desenvolvimento do país, deveriam ficar sob tutela estatal. Criaram-se então, a Companhia Siderúrgica Nacional (1940), a Companhia Vale do Rio Doce (1942), e a Companhia Hidro Elétrica do São Francisco (1945). No seu segundo governo (1951-1954), foi fundada a Petrobrás - Petróleo Brasileiro S/A (1953).

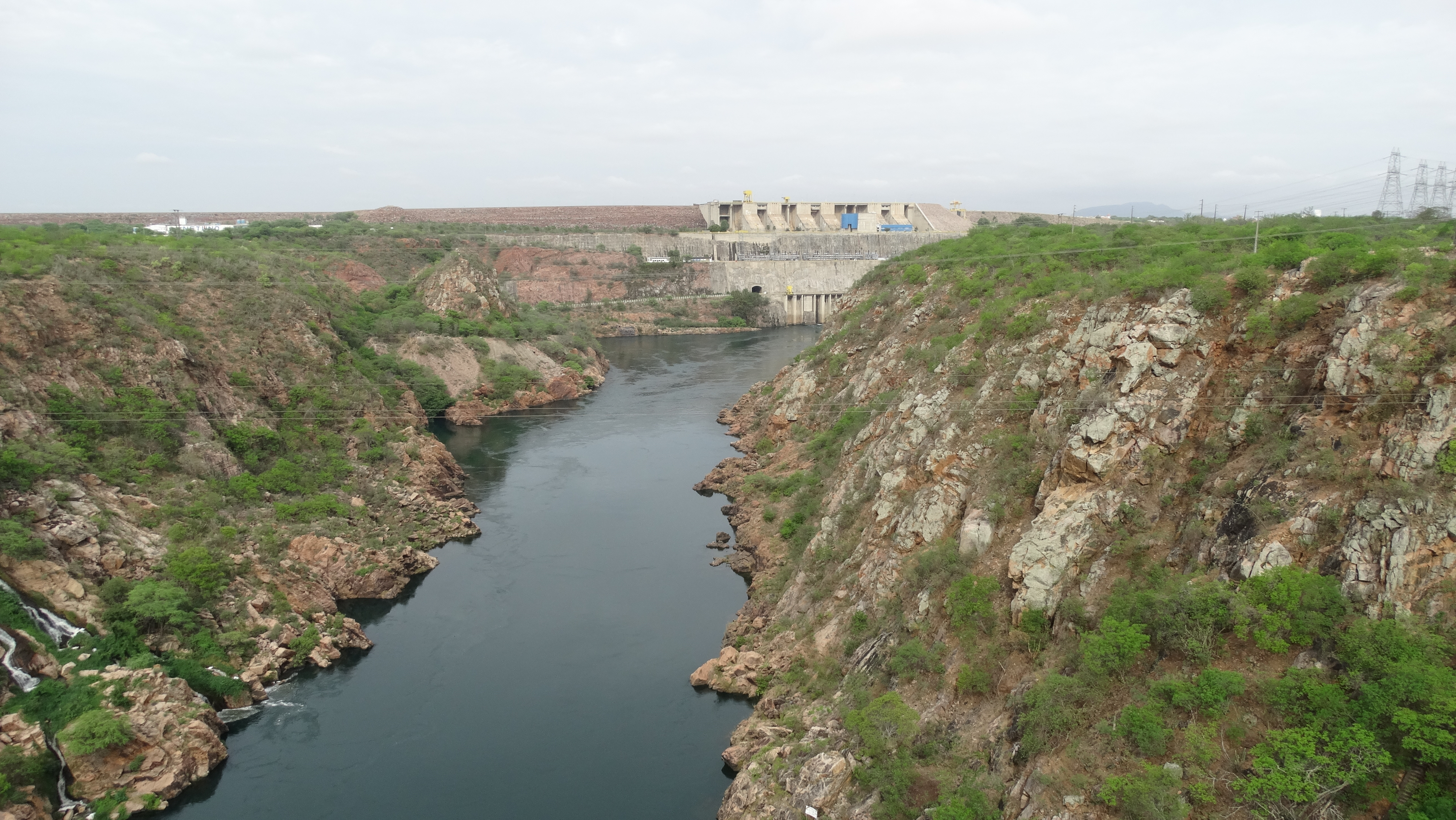
Usina Hidrelétrica de Paulo Afonso IV.

Em 15 de janeiro de 1955, a Chesf inaugurou a usina de Paulo Afonso I.
Com a reestruturação do setor elétrico na década de 1960, tornou-se uma subsidiária da Eletrobras, vinculada ao Ministério de Minas e Energia. Na época, havia uma crescente demanda por energia elétrica necessária para a industrialização e uma carência de investimentos por parte da concessionárias privada para a expansão do setor elétrico do país, o que promoveu a entrada do Estado no setor energético.
Em 1967, foi concluída a usina de Paulo Afonso II.

### Expansão
Em 1973, a Chesf absorveu a Companhia Hidro Elétrica de Boa Esperança (Cohebe), responsável pela construção da Usina Hidrelétrica de Boa Esperança em 1970, no rio Parnaíba, na divisa entre Piauí e Maranhão. Outras usinas também foram incorporadas, como as de Bananeiras, Funil, Curemas e Araras.
Na década de 1970, a Chesf atuou simultaneamente na construção de várias obras. Em 1974,  foi concluída a Usina Hidrelétrica de Paulo Afonso III. A Usina Hidrelétrica de Moxotó (Apolônio Sales) entrou em operação em abril de 1977. A Usina de Paulo Afonso IV entrou em operação no ano de 1979. Também atuou na expansão de sistemas de transmissão no Nordeste.
Em 1975, a sede da Chesf foi transferida do Rio de Janeiro para Recife. 
Em 1981, foi concluída a interligação dos sistemas de transmissão do Norte-Nordeste, possibilitando o intercâmbio de energia entre a Chesf e a Eletronorte, que estava construindo a hidrelétrica de Tucuruí.

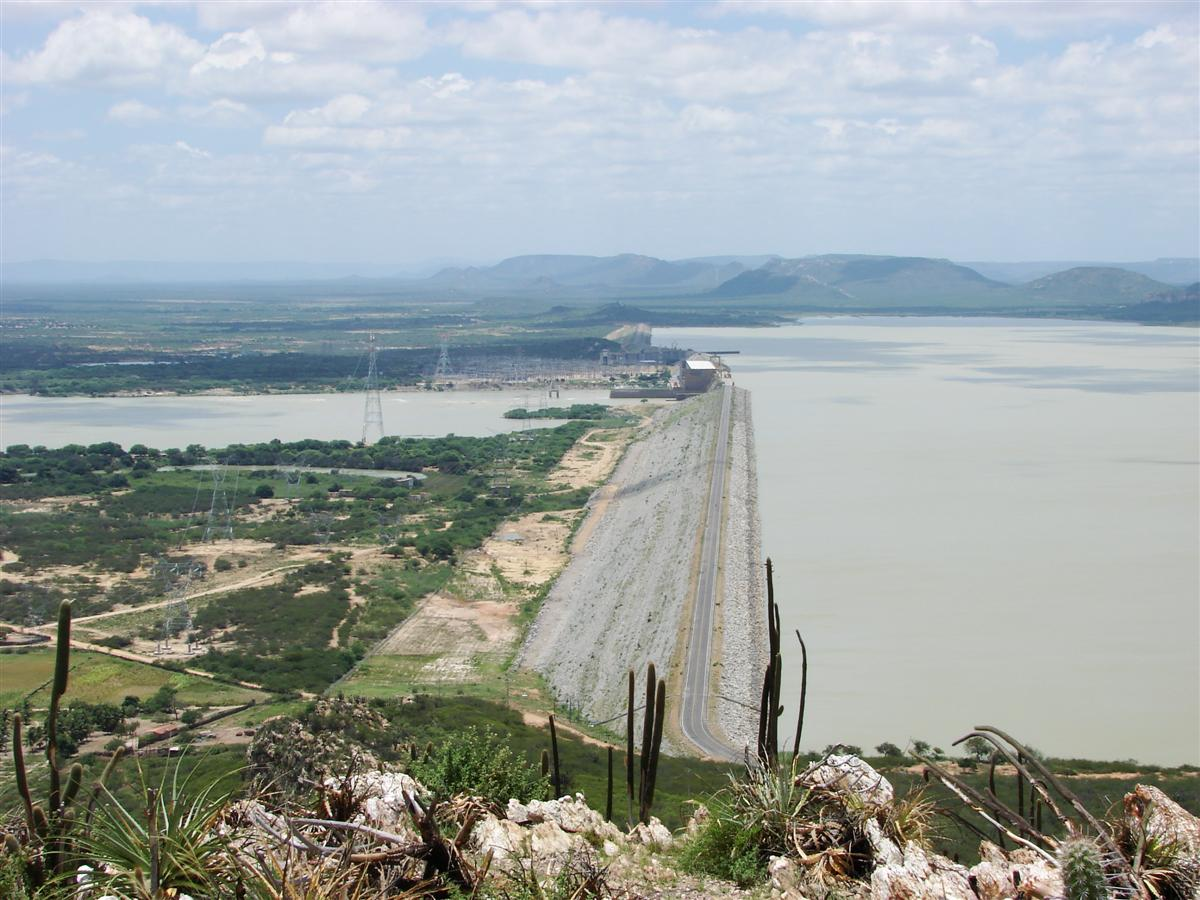
A barragem de Sobradinho, na Bahia.

Para o pleno aproveitamento do Complexo Hidrelétrico de Paulo Afonso, seria necessária a regularização da vazão do rio São Francisco. Em 1973, foi iniciada a construção da Barragem de Sobradinho, formando um dos maiores lagos artificiais do mundo, com 4 214 quilômetros quadrados de área e 32,2 quilômetros cúbicos de água, além de aproveitamento para construção da Usina Hidrelétrica de Sobradinho. A barragem foi inaugurada em outubro de 1978; a primeira unidade da usina em novembro de 1979; em 1980, a eclusa que permite a navegação entre Pirapora e Juazeiro. A obra envolveu o deslocamento de 70 mil pessoas.
Em 1988, foi inaugurada a Usina Hidrelétrica Luiz Gonzaga (Itaparica). Entre 1994 e 1997, os geradores da usina de Xingó entraram em operação.  A usina tem 3162 MW de capacidade e é a maior da Chesf e uma das maiores do país.

### Século XXI

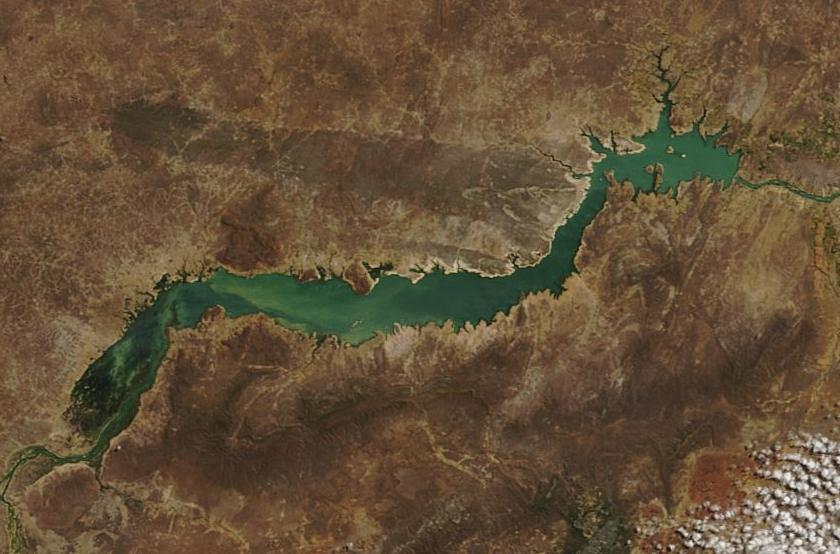
Imagem de satélite do lago de Sobradinho em 2018.

A companhia chega ao século XXI com a missão de produzir, transmitir e comercializar energia elétrica para a Região Nordeste do Brasil. Atende tradicionalmente a oito estados do Nordeste (Bahia, Sergipe, Alagoas, Pernambuco, Paraíba, Rio Grande do Norte, Ceará e Piauí). Com a abertura permitida pelo novo modelo do setor elétrico brasileiro, a Eletrobras Chesf tem contratos de venda de energia em todos os submercados do Sistema Interligado Nacional (SIN).
A partir de 2006, a Chesf voltou a investir na construção de usinas hidrelétricas, participando de usinas na Amazôniaː Usina Hidrelétrica de Jirau, Usina Hidrelétrica de Belo Monte, Usina Hidrelétrica de Sinop e Usina Hidrelétrica Dardanelos. A partir de 2010, passa a atuar na construção de usinas eólicas.

## Privatização da Eletrobras
Em 14 de junho de 2022, foram vendidas 802,1 milhões de ações da Eletrobrás, com um preço base de R$ 42, em uma operação que movimentou R$ 33,7 bilhões. Com isso, a participação da União no capital votante da estatal foi reduzida de 68,6% para 40,3%.
Entre os principais acionistas estão o GIC, fundo soberano de Singapura, o veículo de investimentos de fundo de pensão canadense CPPIB e a gestora brasileira 3G Radar, ligada ao 3G Capital.

## Geração de energia

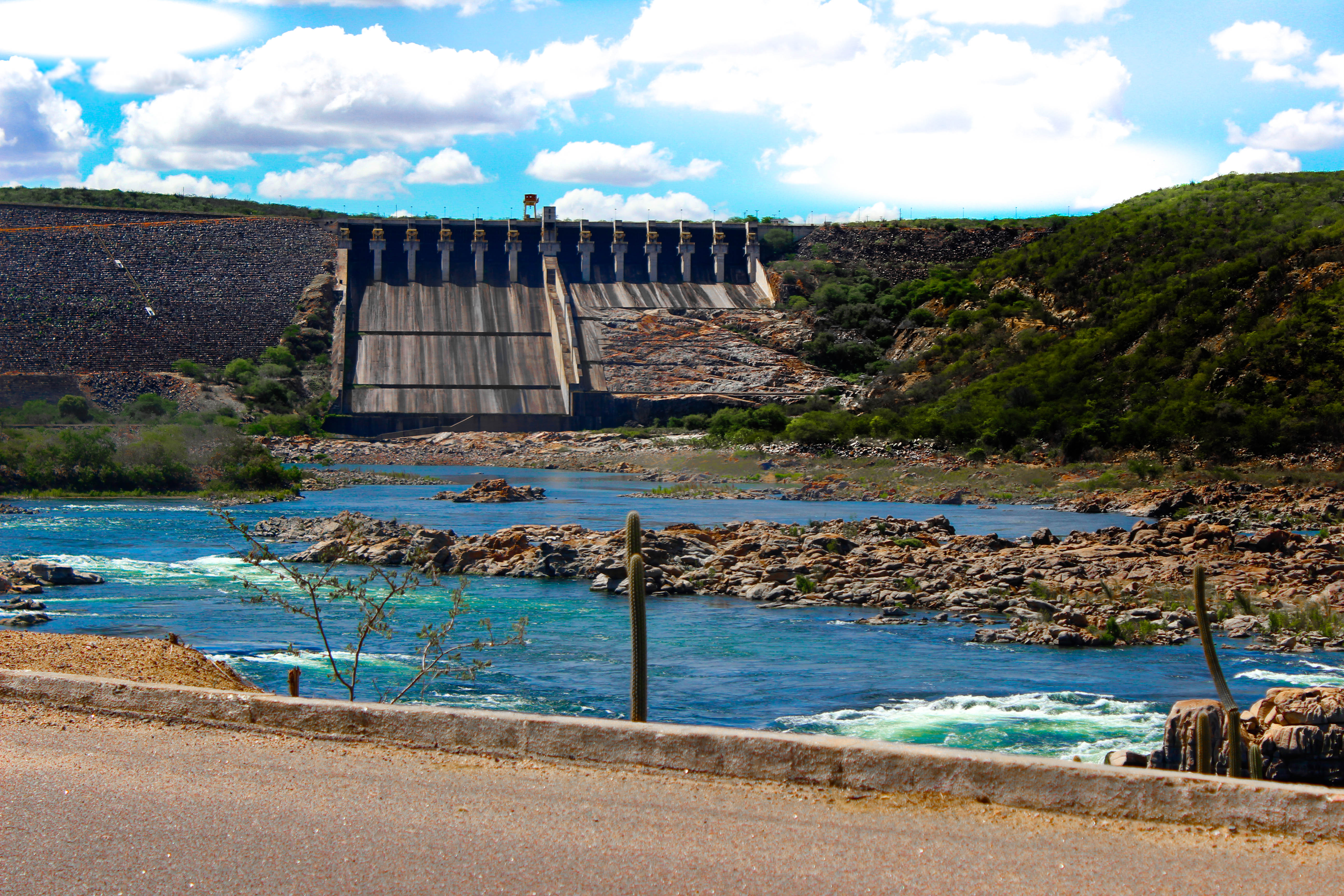
Comportas da Usina Hidrelétrica de Xingó.

A Chesf é uma das maiores geradoras de energia elétrica do Brasil, com 10.460.430 kW de potência instalada. Opera doze usinas hidrelétricas e catorze usinas eólicas.
A maior usina hidrelétrica construída do sistema Chesf é Xingó, com 3.162 MW de potência instalada.
Em 2018, iniciou a produção de energia através de fonte solar com a implantação da Plataforma Fotovoltaica de Petrolina, com 2,5 MW, instalada no Centro de Referência de Energia Solar de Petrolina, o CRESP.
Em 2019, foi inaugurada a Usina Solar Flutuante com potência de geração de 1MWp sobre a lâmina d'água do reservatório de Sobradinho.
Usinas hidrelétricas:
- Usina Hidrelétrica de Xingó — Rio São Francisco, 3.162 MW —  Alagoas e  Sergipe
- Usina Hidrelétrica Paulo Afonso IV — Rio São Francisco, 2.462 MW —  Bahia
- Usina Hidrelétrica Luiz Gonzaga antiga Usina Hidrelétrica de Itaparica — Rio São Francisco, 1.500 MW —  Bahia e  Pernambuco
- Usina Hidrelétrica de Sobradinho — Rio São Francisco, 1.050 MW —  Bahia
- Usina Hidrelétrica Paulo Afonso III — Rio São Francisco, 794 MW —  Bahia
- Usina Hidrelétrica Paulo Afonso II — Rio São Francisco, 443 MW —  Bahia
- Usina Hidrelétrica Apolônio Sales antiga Usina Hidrelétrica Moxotó — Rio São Francisco, 400 MW —  Bahia e  Alagoas
- Usina Hidrelétrica de Boa Esperança — Rio Parnaíba, 237 MW —  Piauí
- Usina Hidrelétrica Paulo Afonso I — Rio São Francisco, 180 MW —  Bahia

Pequenas centrais hidrelétricas (PCH):
- PCH Funil — Rio de Contas, 30 MW —  Bahia (Ubaitaba)
- PCH Pedra — Rio de Contas, 20 MW —  Bahia (Jequié)
- PCH Curemas — Rio Piancó, 3 MW —  Paraíba (Coremas)

Usinas eólicas:
- UEE Acauã — 6,00 MW —   Bahia (Pindaí)
- UEE Angical 2 —10,00 MW —  Bahia (Pindaí)
- UEE Arapapá — 4,00 MW —   Bahia (Pindaí)
- UEE Caititu 2 — 10,00 MW —   Bahia (Pindaí)
- UEE Caititu 3 — 10,00 MW —   Bahia (Pindaí)
- UEE Carcará — 10,00 MW —   Bahia (Pindaí)
- UEE Casa Nova II — 32,90 MW —  Bahia (Casa Nova)
- UEE Casa Nova III — 28,20 MW —  Bahia (Casa Nova)
- UEE Casa Nova A —  27,00 MW—  Bahia (Casa Nova)
- UEE Corrupião 3 — 10,00 MW  —  Bahia (Pindaí)
- UEE Coqueirinho 2 — 16,00 MW  —   Bahia (Pindaí)
- UEE Teiú 2 — 8,00 MW —   Bahia (Pindaí)
- UEE Papagaio — 10,00 MW —   Bahia (Pindaí)
- UEE Tamanduá — 16,00 MW —   Bahia (Pindaí)

Participações em usinas (SPE)ː
- Hidrelétricasː[6]
  - Usina Hidrelétrica de Belo Monte — Rio Xingu, 11.233 MW —  Pará (participação de 15%)
  - Usina Hidrelétrica de Jirau — Rio Madeira, 3.450 MW —  Rondônia (participação de 20% (690 MW))
  - Usina Hidrelétrica de Sinop — Rio Teles Pires, 401,88 —  Mato Grosso (participação de 24,50%)
  - Usina Hidrelétrica Dardanelos —  Rio Aripuanã, 180 MW —  Mato Grosso (participação de 24,50%)
- Eólicasː[6]
  - UEE Caiçara I — 27 MW —   Rio Grande do Norte (Serra do Mel) —  (participação de 49,00%)
  - UEE Caiçara II — 18 MW —   Rio Grande do Norte (Serra do Mel) —  (participação de 49,00%)
  - UEE Junco I — 24 MW —   Rio Grande do Norte (Serra do Mel) —  (participação de 49,00%)
  - UEE Junco II — 24 MW —   Rio Grande do Norte (Serra do Mel) —  (participação de 49,00%)

## Transmissão
A Chesf possui um sistema de transmissão com abrangência nos nove estados do Nordeste, composto por 136 subestações (sendo 15 de propriedade de terceiros onde a Chesf possui ativos), o que representa cerca de 38% das instalações operacionais de transmissão do Grupo Eletrobras, totalizando uma capacidade de transformação de 70.296,37 MVA (geração + transmissão), além de 21.801,22 km de linhas de transmissão de corrente alternada, nas tensões de 500, 230, 138 e 69 kV, que tem a finalidade de transportar tanto a energia gerada pelas usinas próprias quanto a recebida do Sistema Interligado Nacional (SIN).